# Харитов, Варлаам Иванович
Варлаа́м (Варла́м) Ива́нович Хари́тов (1866 — после 1917) — крестьянин, депутат IV Государственной Думы от Пензенской губернии.

## Биография
Родился в крестьянской семье в селе Невежкино Невежкинской волости Чембарского уезда Пензенской губернии. Выпускник начального народного училища, по другим сведениям получил лишь домашнее образование. Был призван в армию, где отбыл воинскую повинность; уволен в запас рядовым. Был в течение 3 лет волостным судьёй Невежинской волости, затем 3 года — председателем волостного суда и, наконец, в течение двух лет состоял на должности волостного старшины. В продолжении 8 лет состоял членом Чембарской уездной землеустроительной комиссии. Восемь лет (с 1904 года) был членом Чембарской уездной земской управы. Владел домом в Чембаре стоимостью 4000 рублей, сельский дом в Невежкино оценивался в 1000 рублей. Занимался сельским хозяйством на двух душевых наделах по 6 десятин каждый и 42 десятинах купленной земли. В момент выборов в Думу постоянно проживал в Чембаре. Годовой доход составлял 1500 рублей.
21 октября 1912 года был избран в Государственную думу IV созыва от съезда уполномоченных от волостей Пензенской губернии. В Думе вошёл в состав в фракции Правых. После раскола этой фракции в ноябре 1916 года входил в группу Независимых правых. Состоял в думских комиссиях: финансовой и земельной комиссиях и комиссии по переселенческому делу.
Во время Февральской революции был в Петрограде, ежедневно участвовал в заседаниях Государственной Думы, затем уехал в Чембар.
Дальнейшая судьба и дата смерти неизвестны.

## Семья
Жена — Агафья Игнатьевна Харитова (в девичестве Сорокоумова). Дети:
- Николай (22.5.1898 — 31.12.1959)[6]
- Анна (в замужестве Аксёнова[7])
- Иван
- Вера (в замужестве Скитова)
- Александр
- Зинаида (в замужестве Байшева[5])
- Александра (в замужестве Макарцева[5]).

## Архивы
- Российский государственный исторический архив. Фонд 1278. 0пись 9. Дело 842; Опись 10. Дело 6, 26.